# 14 listopada
14 listopada jest 318. (w latach przestępnych 319.) dniem w kalendarzu gregoriańskim. Do końca roku pozostaje 47 dni.

## Święta
- Imieniny obchodzą: Agrypin, Agryppa, Antyd, Damian, Elżbieta, Filomen, Hipacy, Jan, Józef, Jukund, Klementyn, Kosma, Laurenty, Lewin, Mikołaj, Montan, Serapion, Stefan, Ścibor, Ścibora, Świecław, Teodot, Wawrzyniec i Wszerad
- Indie – Dzień Dziecka (urodziny Jawaharlala Nehru)
- Jordania – Dzień Pamięci Króla Husajna
- Międzynarodowe – Światowy Dzień Cukrzycy (ustanowiony przez Międzynarodową Federację Diabetologiczną w 1991 we wspomnienie św. Hipacego, patrona cukrzycy i w 2006 przez Zgromadzenie Ogólne ONZ)
- Polska – Ogólnopolski Dzień Seniora (na arenie międzynarodowej obchodzony 1 października)
- Wspomnienia i święta w Kościele katolickim[1][2] obchodzą:
  - św. Alberyk z Utrechtu (biskup)
  - św. Hipacy z Paflagonii (biskup)
  - bł. Jan Liccio (biskup)
  - św. Józef Pignatelli (wspomnienie również 15 i 28 listopada)
  - bł. Maria Luiza Merkert (założycielka Elżbietanek)
  - św. Mikołaj Tavelić (męczennik)
  - św. Wawrzyniec z Dublina (biskup)

## Wydarzenia w Polsce
- 1425 – W Brześciu Litewskim książęta mazowieccy Siemowit V i Kazimierz II potwierdzili, w imieniu swego ojca Siemowita IV, zależność lenną Mazowsza wobec króla Władysława II Jagiełły.
- 1534 – Uchwalono Artykuły sejmiku w Środzie – najstarsze instrukcje poselskie wystawione w języku polskim.
- 1575 – Obok szubienicy na wrocławskim rynku ustawiono tzw. „budę wariatów”, będącą ośmioboczną klatką wykutą z żelaza i przykrytą miedzianym hełmem, w której zamykano wszystkich, którzy zakłócali ciszę nocną, pijaków i ulicznice.
- 1632 – Nowy król Władysław IV Waza podpisał Pacta conventa.
- 1806 – Gen. Jan Henryk Dąbrowski rozpoczął nabór do Armii Księstwa Warszawskiego.
- 1850 – Powstała Izba Przemysłowo-Handlowa w Krakowie (jako Izba Handlowa i Przemysłowa).
- 1856 – W Poznaniu uruchomiono gazownię miejską.
- 1896 – W Teatrze Miejskim w Krakowie odbył się drugi na ziemiach polskich pokaz filmowy z wykorzystaniem aparatury braci Lumière. Pierwszy miał miejsce 18 lipca w Warszawie na aparaturze edisonowskiej.
- 1918 – Rada Regencyjna samorozwiązała się i przekazała pełnię władzy Naczelnemu Dowódcy WP Józefowi Piłsudskiemu; Królestwo Polskie stało się Republiką Polską, zaczątkiem II Rzeczypospolitej
- 1926 – Odsłonięto pomnik Fryderyka Chopina w warszawskich Łazienkach Królewskich.
- 1941 – Niemcy rozstrzelali około 9 tys. Żydów z getta w Słonimiu (dzisiejsza Białoruś).
- 1943 – Gestapo aresztowało czołowych działaczy PPR: Małgorzatę Fornalską i Pawła Findera.
- 1946 – Odkryto Jaskinię nad Źródłem w Dolinie Będkowskiej na Wyżynie Krakowsko-Częstochowskiej.
- 1953 – Dokonano oblotu szybowca SZD-12 Mucha 100.
- 1961 – Założono Muzeum Wsi Opolskiej w Opolu.
- 1969 – Premiera 1. odcinka serialu telewizyjnego Przygody pana Michała w reżyserii Pawła Komorowskiego.
- 1973 – Założono Muzeum Przyrodnicze w Toruniu.
- 1982:
  - Do Gdańska powrócił zwolniony z internowania Lech Wałęsa.
  - Spłonął drewniany kościół św. Wawrzyńca w Bytomiu.
- 1987 – Założono Unię Polityki Realnej.
- 1990 – W Warszawie podpisano traktat polsko-niemiecki potwierdzający granicę na Odrze i Nysie Łużyckiej.
- 1995 – Podpisano umowę o powołaniu spółki Daewoo-FSO.
- 2003 – W ramach targów Eroticon w Warszawie dziennikarka i aktorka pornograficzna Paulina Kaczanow odbyła kolejno 759 stosunków seksualnych z mężczyznami, co organizatorzy uznali za nowy „seksualny rekord świata”.
- 2007 – Sejm RP przyjął uchwałę w sprawie ustanowienia dnia 13 kwietnia Dniem Pamięci Ofiar Zbrodni Katyńskiej.
- 2013 – W wyniku eksplozji i pożaru gazociągu w Jankowie Przygodzkim w województwie wielkopolskim zginęły 2 osoby, a 13 zostało rannych.

## Wydarzenia na świecie

Członek Gwardii Palatyńskiej – rycina z początku XX wieku

- 1305 – W Lyonie, w obecności króla Francji Filipa IV Pięknego, odbyła się koronacja papieska Klemensa V.
- 1475 – W Landshut bawarski następca tronu książę Jerzy Bogaty poślubił królewnę polską i księżniczkę litewską Jadwigę Jagiellonkę. W nawiązaniu do ich wystawnego wesela od 1903 roku organizowany jest festiwal Wesele w Landshut.
- 1493 – Krzysztof Kolumb wylądował na Saint Croix w archipelagu Wysp Dziewiczych.
- 1494 – Inwazja hiszpańska na Wyspy Kanaryjskie: zwycięstwo wojsk kastylijskich nad Guanczami w bitwie pod Aguere.
- 1501 – Odbył się ślub Artura Tudora, najstarszego syna króla Anglii Henryka VII z Katarzyną Aragońską, córką Ferdynanda II Aragońskiego i Izabeli I Kastylijskiej.
- 1533 – Hiszpański podbój Peru: zwycięstwo Hiszpanów w bitwie o Cuzco.
- 1550 – Papież Juliusz III wydał bullę reaktywującą obrady Soboru trydenckiego.
- 1585 – Maurycy Orański został stadhouderem Niderlandów.
- 1633 – Wojna trzydziestoletnia: wojska szwedzkie zdobyły niemiecką Ratyzbonę.
- 1643 – Go-Kōmyō został cesarzem Japonii.
- 1659 – Wojna duńsko-szwedzka: zwycięstwo wojsk koalicji antyszwedzkiej w bitwie pod Nyborgiem.
- 1666 – W Gresham College(inne języki) w Londynie przeprowadzono pierwszą udaną transfuzję krwi (między psami).
- 1680 – Niemiecki astronom Gottfried Kirch odkrył kometę C/1680 V1 (Wielką Kometę z roku 1680).
- 1698 – Na grupie skał Eddystone Rocks u wybrzeży Kornwalii uruchomiono latarnię morską.
- 1770 – James Bruce dotarł do źródła Nilu Błękitnego.
- 1784 – Założono miasto As-Sulajmanijja w Iraku.
- 1793 – Powstanie w Wandei: zwycięstwo wojsk rewolucyjnych w bitwie pod Granville.
- 1801 – Napoleon Bonaparte dokonał pierwszej reorganizacji Gwardii Cesarskiej.
- 1812 – Inwazja Napoleona na Rosję: zwycięstwo wojsk rosyjskich w bitwie pod Smolanami.
- 1818 – W Wenecji odbyła się premiera opery Enrico di Borgogna Gaetana Donizettiego.
- 1820 – Zakończyło się 13-dniowe głosowanie powszechne w wyborach prezydenckich w USA, w których zwyciężył ubiegający się o reelekcję James Monroe.
- 1850 – Papież Pius IX utworzył Gwardię Palatyńską.
- 1863 – Zwodowano żaglowiec „Star of India”.
- 1871 – Na Węgrzech powstał rząd Menyhérta Lónyaya.
- 1881:
  - Léon Gambetta został premierem Francji.
  - W Waszyngtonie rozpoczął się proces Charlesa J. Guiteau, zabójcy prezydenta USA Jamesa Garfielda.
- 1885 – Wybuchła wojna serbsko-bułgarska.
- 1888 – Zainaugurował działalność Instytut Pasteura w Paryżu.
- 1889 – Amerykańska dziennikarka Nellie Bly, zainspirowana powieścią Juliusza Verne’a W osiemdziesiąt dni dookoła świata, wyruszyła śladami Phileasa Fogga.
- 1891 – Na ulice Koszyc wyjechał pierwszy tramwaj konny.
- 1897 – Niemiecka piechota morska zajęła bez walki rejon zatoki Jiaozhou w chińskiej prowincji Szantung, który kilka miesięcy później chiński rząd pod przymusem wydzierżawił Niemcom na 99 lat.
- 1898 – Tomás Regalado został prezydentem Salwadoru.
- 1900:
  - Oddano do użytku most kolejowo-drogowy Linzer Eisenbahnbrücke na Dunaju w austriackim Linzu.
  - Sąd w czeskim Písku skazał na karę śmierci (zamienioną później na karę dożywocie) upośledzonego umysłowo włóczęgę pochodzenia żydowskiego Leopolda Hilsnera, oskarżonego o dokonanie mordu rytualnego na 19-letniej czeskiej katoliczce.
- 1901 – Austriacki patolog i immunolog Karl Landsteiner odkrył grupy krwi: A, B i 0.
- 1905 – Grigorij Rasputin został przedstawiony na dworze carskim.
- 1908:
  - Albert Einstein przedstawił teorię kwantów.
  - W Wiedniu odbyła się premiera operetki Bohaterowie z muzyką Oscara Strausa.
- 1910 – Amerykański pilot Eugene Ely po raz pierwszy wystartował samolotem z pokładu okrętu.
- 1912 – Wszedł do służby brytyjski krążownik liniowy HMS „Princess Royal”.
- 1913:
  - Ukazał się pierwszy tom cyklu powieściowego W poszukiwaniu straconego czasu Marcela Prousta.
  - Założono kolumbijski klub piłkarski Independiente Medellín.
- 1916 – W Australii powstał drugi gabinet Billy’ego Hughesa.
- 1918:
  - Proklamowanie Dyrektoriatu na Ukrainie.
  - Czechosłowacja została proklamowana republiką. Pierwszym prezydentem został Tomáš Masaryk.
- 1919 – Gen. mjr Stanisław Bułak-Bałachowicz złożył wniosek o przyznanie obywatelstwa białoruskiego i przyjęcie jego oddziału do armii Białoruskiej Republiki Ludowej.
- 1921 – Została założona Komunistyczna Partia Hiszpanii (PCE).
- 1922:
  - BBC rozpoczęła nadawanie programu radiowego.
  - Kyösti Kallio został premierem Finlandii.
- 1925:
  - W Australii utworzono drugi gabinet Stanleya Bruce’a.
  - W Czechosłowacji powstała Legia Ukraińskich Nacjonalistów.
- 1926 – Adolfo Díaz został po raz drugi prezydentem Nikaragui.
- 1930 – Premier Japonii Osachi Hamaguchi został postrzelony na dworcu kolejowym w Tokio przez japońskiego ultranacjonalistę.
- 1933 – Ion Duca został premierem Rumunii.
- 1934 – W Londynie odbył się towarzyski mecz piłkarski pomiędzy reprezentacjami Anglii i Włoch (3:2), z powodu brutalnej gry nazwany „bitwą o Highbury”.
- 1935 – Dokonano oblotu kanadyjskiego samolotu transportowego Noorduyn Norseman.
- 1939 – Australijski pies pasterski o imieniu Bluey został uśpiony w wieku 29 lat, 6 miesięcy i 12 dni, co jest najstarszym udokumentowanym wiekiem psa domowego.
- 1940:
  - Bitwa o Anglię: ciężkie bombardowanie Coventry.
  - Wojna grecko-włoska: rozpoczęła się ofensywa wojsk greckich, która wyparła Włochów do Albanii.
- 1941:
  - Kampania śródziemnomorska: po storpedowaniu poprzedniego dnia przez niemiecki okręt podwodny zatonął brytyjski lotniskowiec HMS „Ark Royal”.
  - Premiera thrillera Podejrzenie w reżyserii Alfreda Hitchcocka.
- 1942 – Kampania śródziemnomorska: niemiecki okręt podwodny U-605(inne języki) został zatopiony bombami głębinowymi przez brytyjskie samoloty, w wyniku czego zginęła cała, 46-osobowa załoga; u wybrzeży Tunezji brytyjski okręt podwodny HMS „Sahib”(inne języki) storpedował i zatopił włoski statek transportowy SS „Scillin”(inne języki) z alianckimi jeńcami wojennemi, w wyniku czego zginęło 787 z 944 osób na pokazie.
- 1943 – Bitwa o Atlantyk: niszczyciel USS „William D. Porter” wystrzelił omyłkowo torpedę w kierunku konwojowanego pancernika USS „Iowa”, na którego pokładzie znajdował się w tym czasie prezydent Franklin Delano Roosevelt, sekretarz stanu Cordell Hull, dowódca amerykańskiej marynarki wojennej admirał Ernest King i inni najwyżsi przedstawiciele sił zbrojnych, zmierzający na konferencje w Kairze i Teheranie. Dzięki sygnalizacji alarmowej znajdująca się w chwili strzału w odległości ok. 5500 metrów od niszczyciela „Iowa” zdołała wykonać zwrot na sterburtę, co pozwoliło jej na uniknięcie trafienia.
- 1944:
  - Albańska Armia Narodowo-Wyzwoleńcza wyzwoliła Durrës.
  - W Pradze założono kolaboracyjny Komitet Wyzwolenia Narodów Rosji.
- 1946 – 52 górników zginęło w wyniku eksplozji w kopalni węgla kamiennego „Kohinoor I” w miejscowości Lom w północno-zachodnich Czechach.
- 1950 – Holon w Izraelu uzyskał prawa miejskie.
- 1952 – Szwedka May Louise Flodin zdobyła w Londynie tytuł Miss World.
- 1953 – Przyjęto flagę NATO.
- 1954 – Prezydent Egiptu Muhammad Nadżib został odsunięty od władzy przez premiera Gamala Abdela Nasera.
- 1957 – Około stu bossów mafijnych spotkało się na konferencji w Apalachin w stanie Nowy Jork.
- 1960 – 118 osób zginęło, a 110 zostało rannych w wyniku zderzenia dwóch pociągów pasażerskich pod Pardubicami w Czechach.
- 1961:
  - Diosdado Macapagal wygrał wybory prezydenckie na Filipinach, pokonując ubiegającego się o reelekcję Carlosa P. Garcię.
  - W RFN powstał czwarty rząd Konrada Adenauera.
- 1962 – Władze Etiopii zniosły autonomię Erytrei i nadały jej status prowincji.
- 1963 – U południowego wybrzeża Islandii wyłoniła się wyspa wulkaniczna Surtsey.
- 1968 – Australijka Penelope Plummer zdobyła w Londynie tytuł Miss World.
- 1970 – 75 osób zginęło w katastrofie lotu Southern Airways 932 w Huntington w stanie Wirginia Zachodnia.
- 1971 – Szenuda III został intronizowany na 117. patriarchę Koptyjskiego Kościoła Ortodoksyjnego.
- 1973:
  - Otwarto Most Kanmon łączący japońskie wyspy Honsiu i Kiusiu.
  - Rozpoczął się strajk studentów Politechniki Ateńskiej w proteście przeciwko rządzącej krajem tzw. juncie czarnych pułkowników. Po 3 dniach został krwawo stłumiony przez wojsko.
- 1975 – Hiszpania wycofała się z Sahary Zachodniej.
- 1980:
  - Premiera filmu Wściekły Byk w reżyserii Martina Scorsese.
  - Premier Gwinei Bissau João Bernardo Vieira obalił w bezkrwawym zamachu prezydenta Luísa Cabrala i zajął jego miejsce.
- 1990:
  - Po 70 latach pieśń Pochwalony bądź, niebiański dawco błogosławieństw została ponownie hymnem narodowym Gruzji.
  - Premiera filmu wojennego Europa, Europa w reżyserii Agnieszki Holland.
- 1991 – Do Kambodży po 13 latach wygnania powrócił książę Norodom Sihanouk.
- 1993 – Farooq Leghari został prezydentem Pakistanu.
- 1994:
  - Rozpoczęła się regularna komunikacja Eurotunelem.
  - Sirimavo Bandaranaike została po raz trzeci szefową rządu Sri Lanki.
- 1997 – Premiera filmu sensacyjnego Szakal w reżyserii Michaela Catona-Jonesa.
- 1999 – Leonid Kuczma wygrał po raz drugi wybory prezydenckie na Ukrainie.
- 2001 – Badruddoza Chowdhury został prezydentem Bangladeszu.
- 2003 – Została odkryta planetoida transneptunowa (90377) Sedna.
- 2006 – W Południowej Afryce zalegalizowano małżeństwa osób tej samej płci.
- 2010 – Niemiec Sebastian Vettel w wieku 23 lat i 134 dni został najmłodszym w historii mistrzem świata Formuły 1.
- 2011 – Rozpoczęła się załogowa misja Sojuz TMA-22 na Międzynarodową Stację Kosmiczną (ISS).
- 2012:
  - Ali Zajdan został premierem Libii.
  - Wojska izraelskie rozpoczęły operację „Filar Obrony” w Strefie Gazy.
- 2013 – W Egipcie zniesiono stan wyjątkowy.
- 2015 – 10 osób zginęło w katastrofie pociągu dużych prędkości TGV, który wykoleił się w pobliżu Strasburga podczas przejazdu próbnego na nowej trasie.
- 2019:
  - Ion Chicu został premierem Mołdawii.
  - W Saugus High School w Santa Clarita w Kalifornii jej obchodzący tego dnia 16. urodziny uczeń Nathaniel Tennosuke Berhow otworzył ogień do swoich kolegów, zabijając 2 i raniąc 3 z nich, po czym strzelił sobie w głowę, w wyniku czego zmarł następnego dnia w szpitalu.
- 2021 – Uzbrojeni bandyci otworzyli ogień do posterunku wojskowego w pobliżu kopalni złota w Inata w prowincji Soum w Burkinie Faso, zabijając lub śmiertelnie raniąc 49 żandarmów i 3 cywilów.

## Eksploracja kosmosu
- 1968 – Radziecka sonda Zond 6 okrążyła Księżyc.
- 1969 – Program Apollo: rozpoczęła się załogowa misja księżycowa Apollo 12.
- 1971 – Amerykańska sonda Mariner 9 osiągnęła orbitę Marsa, stając się pierwszym wysłanym z Ziemi sztucznym satelitą innej planety.
- 2008 – W ramach misji indyjskiej sondy kosmicznej Chandrayaan-1 na Księżycu wylądował próbnik Moon Impact Probe(inne języki).

## Urodzili się
- 1440 – Józef Wołocki, rosyjski mnich prawosławny, filozof, święty (zm. 1515)
- 1449 – Zdenka z Podiebradów, księżniczka czeska, księżna Saksonii (zm. 1510)
- 1457 – Beatrycze Aragońska, księżniczka neapolitańska, królowa Węgier (zm. 1508)
- 1487 – Jan IV z Pernsteinu, morawski i czeski arystokrata (zm. 1548)
- 1498 – Eleonora, arcyksiężniczka austriacka, infantka hiszpańska, królowa Portugalii i Francji (zm. 1558)
- 1501 – Anna Oldenburska, regentka Fryzji Wschodniej (zm. 1575)
- 1548 – Heinrich Stroband, niemiecki prawnik, burmistrz Torunia (zm. 1609)
- 1567 – Maurycy Orański, książę Oranii, stadhouder Republiki Zjednoczonych Prowincji (zm. 1625)
- 1596 – Jan de Castillo, hiszpański jezuita, misjonarz, męczennik, święty (zm. 1628)
- 1601 – Jan Eudes, francuski duchowny katolicki, święty (zm. 1680)
- 1614 – Aleksander Karol Waza, polski królewicz (zm. 1634)
- 1636 – Pierre-Armand du Cambout de Coislin, francuski duchowny katolicki, biskup Orleanu, kardynał (zm. 1706)
- 1650 – Wilhelm III Orański, książę Oranii, stadhouder Republiki Zjednoczonych Prowincji, król Anglii, Szkocji i Irlandii (zm. 1702)
- 1663 – Friedrich Wilhelm Zachau, niemiecki muzyk, kompozytor (zm. 1712)
- 1668 – Johann Lucas von Hildebrandt, austriacki inżynier wojskowy, architekt (zm. 1745)
- 1671 – Álvaro Eugenio de Mendoza Caamaño y Sotomayor, hiszpański duchowny katolicki, patriarcha Indii Zachodnich, kardynał (zm. 1761)
- 1719 – Leopold Mozart, austriacki kapelmistrz, kompozytor, ojciec Wolfganga Amadeusa (zm. 1787)
- 1723 – Johann Ludwig Aberli(inne języki), szwajcarski malarz, grawer (zm. 1786)
- 1740 – Johann van Beethoven(inne języki), muzyk, ojciec Ludwiga vana Beethovena (zm. 1792)
- 1745 – Dominique Villars, francuski lekarz, botanik (zm. 1814)
- 1746 – Girolamo della Porta, włoski kardynał (zm. 1812)
- 1747 – Józef Angiolini, polski jezuita, teolog, filozof pochodzenia włoskiego (zm. 1814)
- 1765 – Robert Fulton, amerykański inżynier, wynalazca, konstruktor statku parowego (zm. 1815)
- 1771 – Marie François Xavier Bichat, francuski anatom, fizjolog (zm. 1802)
- 1773 – Stapleton Cotton, brytyjski arystokrata, generał major, polityk (zm. 1865)
- 1774 – Gaspare Spontini, włoski kompozytor, dyrygent (zm. 1851)
- 1775 – Paul Johann Anselm von Feuerbach, niemiecki prawnik (zm. 1833)
- 1776 – Henri Dutrochet, francuski lekarz, fizjolog, botanik (zm. 1847)
- 1777 – Johann Ludwig Christian Carl Gravenhorst, niemiecki zoolog (zm. 1857)
- 1778:
  - Johann Nepomuk Hummel, niemiecki kompozytor pochodzenia czeskiego (zm. 1837)
  - Stanisław Kostka Mielżyński, polski hrabia, generał brygady (zm. 1826)
- 1779 – Adam Gottlob Oehlenschläger, duński poeta, dramaturg (zm. 1850)
- 1787 – Mateusz Grunenberg, polski nauczyciel, autor i wydawca podręczników (zm. 1863)
- 1788 – Michaił Łazariew, rosyjski admirał, podróżnik, odkrywca (zm. 1851)
- 1796 – Domenico Maria Belzoppi, sanmaryński polityk (zm. 1864)
- 1797 – Charles Lyell, brytyjski geolog (zm. 1875)
- 1799 – Ferdynand Werner, polski farmaceuta (zm. 1870)
- 1804 – Heinrich Dorn, niemiecki kompozytor, dyrygent, pedagog (zm. 1892)
- 1805 – Fanny Mendelssohn, niemiecka kompozytorka, pianistka pochodzenia żydowskiego  (zm. 1847)
- 1807 – Auguste Laurent, francuski chemik (zm. 1853)
- 1810 – Hector-Martin Lefuel, francuski architekt (zm. 1880)
- 1812 – Maria Krystyna Sabaudzka, królowa Obojga Sycylii, błogosławiona (zm. 1836)
- 1814:
  - Edmund Bojanowski, polski działacz społeczny, założyciel Zgromadzenia Sióstr Służebniczek Najświętszej Maryi Panny Niepokalanie Poczętej, błogosławiony (zm. 1871)
  - Karolina Wojnarowska, polska pisarka (zm. 1858)
- 1815 – Julius Münter, niemiecki lekarz, botanik, zoolog (zm. 1885)
- 1817 – August Mosbach, polsko-niemiecki historyk, publicysta, encyklopedysta pochodzenia żydowskiego (zm. 1884)
- 1819 – Józef Leopold Kmietowicz, polski duchowny katolicki, przywódca powstania chochołowskiego (zm. 1859)
- 1822 – Johannes Quistorp, niemiecki przedsiębiorca, posiadacz ziemski (zm. 1899)
- 1828 – Charles de Freycinet, francuski polityk, premier Francji (zm. 1923)
- 1829 – Karl Wilhelm von Kupffer, niemiecki anatom, histolog, wykładowca akademicki (zm. 1902)
- 1831 – Adolph von La Valette-St. George, niemiecki zoolog, anatom (zm. 1910)
- 1833:
  - William Trost Richards, amerykański malarz (zm. 1905)
  - Thomas Crook Sullivan, amerykański generał-brygadier (zm. 1908)
- 1836 – Michał Elwiro Andriolli, polski rysownik, ilustrator książek, malarz (zm. 1893)
- 1838 – August Šenoa, chorwacki prozaik, poeta, krytyk literacki, felietonista, tłumacz, wydawca (zm. 1881)
- 1840 – Claude Monet, francuski malarz (zm. 1926)
- 1841 – Nobuo Imai, japoński samuraj (zm. 1918)
- 1842 – Emanuel Fränkel, niemiecki przemysłowiec, filantrop pochodzenia żydowskiego (zm. 1920)
- 1844 – Edward Goldstein, polski lekarz, antropolog, kolekcjoner, wykładowca akademicki, uczestnik powstania styczniowego (zm. 1920)
- 1845 – Ulisse Dini, włoski matematyk, wykładowca akademicki, polityk (zm. 1918)
- 1847 – Katarzyna Dołgorukowa, rosyjska arystokratka (zm. 1922)
- 1849:
  - Jan Rode, polski lekarz, działacz społeczny, filantrop (zm. 1915)
  - Bronisław Rymkiewicz, polski inżynier kolejnictwa (zm. 1907)
- 1850 – Friedrich Preuß, niemiecki pedagog, polityk (zm. 1914)
- 1852 – Józef Koliński, polski okulista, higienista, działacz społeczny i patriotyczny, literat (zm. 1933)
- 1855:
  - Leopold Janikowski, polski meteorolog, podróżnik, etnograf (zm. 1942)
  - Leopold Zarzecki, polski działacz narodowy (zm. 1929)
- 1856 – Madeleine Lemoyne Ellicott, amerykańska sufrażystka (zm. 1945)
- 1857 – Józef Popławski, polski aktor, reżyser teatralny, dyrektor teatrów, dramaturg (zm. 1921)
- 1858:
  - Carl Johan Johanson, szwedzki botanik, mykolog (zm. 1888)
  - Stanisław Olszewski, polski inżynier, projektant stalowych mostów kratowych (zm. 1929)
- 1860 – Alexis Charost, francuski duchowny katolicki, arcybiskup Rennes, kardynał (zm. 1930)
- 1861:
  - William Allardyce, brytyjski administrator kolonialny (zm. 1930)
  - Charles Gilbert Chaddock, amerykański neurolog, poeta, tłumacz (zm. 1936)
- 1862 – Johann Heinrich von Bernstorff, niemiecki dyplomata (zm. 1939)
- 1863 – Leo Baekeland, belgijski przemysłowiec, wynalazca (zm. 1944)
- 1865:
  - Prosper Montagné, francuski szef kuchni (zm. 1948)
  - Fryderyk Leopold, pruski książę, generał (zm. 1931)
- 1866:
  - Justinas Staugaitis, litewski duchowny katolicki, biskup Telszów, polityk (zm. 1943)
  - Wasił Złatarski, bułgarski historyk, mediewista (zm. 1935)
- 1868 – Konrad Biesalski, niemiecki ortopeda, działacz społeczny (zm. 1930)
- 1869:
  - Iulia Hasdeu, rumuńska poetka, pisarka, dramaturg (zm. 1888)
  - Jean Vidalon, francuski generał broni (zm. 1959)
- 1871 – Robert Käslin, szwajcarski polityk, kanclerz federalny (zm. 1934)
- 1872 – Stanisław Ruff, polski chirurg pochodzenia żydowskiego (zm. 1941)
- 1873 – Carlos María De la Torre, ekwadorski duchowny katolicki, arcybiskup Quito, kardynał (zm. 1968)
- 1874:
  - Adolf Brand, niemiecki działacz gejowski, dziennikarz, anarchista (zm. 1945)
  - Johann Schober, austriacki polityk, kanclerz Austrii (zm. 1932)
- 1877:
  - John Biller, amerykański lekkoatleta, dyskobol, skoczek wzwyż i w dal (zm. 1934)
  - Norman Brookes, australijski tenisista (zm. 1968)
- 1878:
  - Inigo Campioni, włoski admirał (zm. 1944)
  - Louis Marcoussis, polsko-francuski malarz, grafik (zm. 1941)
  - Leopold Staff, polski poeta, eseista, tłumacz (zm. 1957)
- 1879:
  - Maria Bersano Begey, włoska polonistka, tłumaczka (zm. 1957)
  - Henry de Monfreid, francuski poszukiwacz przygód, pisarz (zm. 1974)
- 1880 – Eugene O’Brien, amerykański aktor (zm. 1966)
- 1881 – René Tartara, francuski pływak (zm. 1922)
- 1882:
  - Robert Lee Moore, amerykański matematyk, wykładowca akademicki (zm. 1974)
  - Stanisław Szpaczyński, polski podpułkownik, inżynier (zm. 1940)
- 1883 – Paal Kaasen, norweski żeglarz sportowy (zm. 1963)
- 1884 – Feliks Lachowicz, polski rysownik, akwarelista, malarz, rzeźbiarz (zm. ?)
- 1885 – Sonia Delaunay, francuska malarka, projektantka kostiumów pochodzenia żydowskiego (zm. 1979)
- 1886:
  - Friedrich-Karl Cranz, niemiecki generał (zm. 1941)
  - Stanisław Kwaśniewski, polski generał brygady (zm. 1956)
- 1887:
  - Lajos Áprily, węgierski prozaik, poeta (zm. 1967)
  - Bernard Mond, polski generał brygady (zm. 1957)
  - Hanna Solf, niemiecka działaczka antynazistowska (zm. 1954)
  - Amadeo de Souza-Cardoso, portugalski malarz (zm. 1918)
- 1888 – Stanisław Gołębiowski, polski porucznik pilot w służbie rosyjskiej (zm. ?)
- 1889:
  - Taha Husajn, egipski pisarz, tłumacz, krytyk literacki (zm. 1973)
  - Jawaharlal Nehru, indyjski polityk, premier Indii (zm. 1964)
- 1890 – Witold Kajruksztis, polski malarz, grafik pochodzenia litewskiego (zm. 1961)
- 1891:
  - Frederick Banting, kanadyjski fizjolog, laureat Nagrody Nobla (zm. 1941)
  - Jarl Öhman, fiński piłkarz, trener (zm. 1936)
  - Józef Orwid, polski aktor (zm. 1944)
  - Stanisław Ujejski, polski generał brygady obserwator (zm. 1980)
- 1892:
  - Fedir Bohatyrczuk, ukraiński szachista (zm. 1984)
  - Dieudonné Costes, francuski pilot wojskowy, as myśliwski (zm. 1973)
- 1893:
  - Filip II, książę wirtemberski, głowa rodu Wirtembergów (zm. 1975)
  - Tommy Milton, amerykański kierowca wyścigowy (zm. 1962)
  - Piet Moeskops, holenderski kolarz torowy (zm. 1964)
- 1894 – Zbigniew Antonowicz, polski kapitan rezerwy saperów (zm. 1940)
- 1895:
  - Walter Freeman, amerykański neurochirurg (zm. 1972)
  - James Ralph Kirk, kanadyjski polityk (zm. 1963)
  - Władysław Suracki, polski podpułkownik dyplomowany piechoty (zm. 1939)
- 1896:
  - Mamie Eisenhower, amerykańska pierwsza dama (zm. 1979)
  - Janusz Iliński, polski hrabia, podpułkownik, działacz niepodległościowy, dyplomata (zm. 1961)
  - Marcin Trojok, polski pedagog, działacz społeczno-narodowy (zm. 1969)[3]
- 1897:
  - John Steuart Curry, amerykański malarz, muralista, ilustrator (zm. 1946)
  - Henryk Jędrzejowski, polski fizyk, działacz komunistyczny (zm. prawdop. 1937)
- 1899 – Sigurd Overby, amerykański narciarz alpejski, skoczek i biegacz narciarski pochodzenia norweskiego (zm. 1979)
- 1900:
  - Aaron Copland, amerykański kompozytor, dyrygent (zm. 1990)
  - Teodora Feder, polska historyk, działaczka komunistyczna (zm. 1987)
- 1901:
  - Morton Downey, amerykański piosenkarz, kompozytor (zm. 1985)
  - Alfons Karny, polski rzeźbiarz (zm. 1989)
  - Kazimierz Niemirowicz-Szczytt, polski porucznik, neurolog, psychiatra (zm. 1940)
- 1902:
  - Carlo Buti, włoski piosenkarz (zm. 1963)
  - Hans Dittmar, fiński żeglarz sportowy (zm. 1967)
  - Stanisław Grzywiński, polski polityk, poseł na Sejm PRL (zm. 1987)
  - Pua Kealoha, amerykański pływak pochodzenia hawajskiego (zm. 1989)
- 1903:
  - Alma Kar, polska aktorka, tancerka (zm. 1992)
  - János Veres, węgierski lekarz (zm. 1979)
- 1904 – Dick Powell, amerykański aktor (zm. 1963)
- 1905:
  - Sanusi Pane, indonezyjski poeta, prozaik, dramaturg (zm. 1968)
  - Włodzimierz Zonn, polski astronom, wykładowca akademicki (zm. 1975)
- 1906:
  - Andriej Abrikosow, rosyjski aktor (zm. 1973)
  - Albrecht Becker, niemiecki scenograf filmowy, fotograf (zm. 2002)
  - Louise Brooks, amerykańska aktorka, tancerka, modelka (zm. 1985)
  - Suzanne Eisendieck, niemiecka malarka (zm. 1998)
  - Claude Ménard, francuski lekkoatleta, skoczek wzwyż (zm. 1980)
- 1907:
  - Władysław Kopaliński, polski pisarz, leksykograf, tłumacz, wydawca pochodzenia żydowskiego (zm. 2007)
  - Astrid Lindgren, szwedzka pisarka (zm. 2002)
  - William Steig, amerykański rysownik, autor komiksów (zm. 2003)
- 1908:
  - Joseph McCarthy, amerykański polityk, senator (zm. 1957)
  - Karl Schmedes, niemiecki bokser (zm. 1981)
- 1909:
  - Feliks Fabian, polski malarz, grafik, aktor pochodzenia żydowskiego (zm. 1994)
  - Michaił Wietrow, radziecki dyplomata (zm. 1980)
- 1910:
  - Errie Ball, amerykański golfista pochodzenia walijskiego (zm. 2014)
  - Rosemary DeCamp, amerykańska aktorka (zm. 2001)
  - Anna Leska, polska pilotka (zm. 1998)
  - Eric Malpass, brytyjski pisarz (zm. 1996)
  - Silvio Oddi, włoski kardynał, nuncjusz apostolski (zm. 2001)
  - Jerzy Putrament, polski prozaik, poeta, publicysta, polityk, poseł na Sejm PRL, dyplomata (zm. 1986)
  - Stanisław Sochan, polski rolnik, polityk, poseł na Sejm PRL (zm. ?)
- 1911 – Antoni Szuniewicz, polski organista, kompozytor, dyrygent, chórmistrz, pedagog (zm. 1987)
- 1912 – Andrij Małyszko, ukraiński dziennikarz, poeta, tłumacz (zm. 1970)
- 1913:
  - Tadeusz Brajerski, polski językoznawca, wykładowca akademicki (zm. 1997)
  - Malcolm McLean, amerykański przedsiębiorca, wynalazca (zm. 2001)
  - George Smathers, amerykański polityk, senator (zm. 2007)
- 1914:
  - Najif ibn Abd Allah, jordański książę (zm. 1983)
  - Gerazym (Cristea), rumuński biskup prawosławny (zm. 2014)
  - Edward Schillebeeckx, belgijski dominikanin, teolog (zm. 2009)
  - Edmund Stuczyński, polski inżynier rolnik, polityk, poseł na Sejm PRL (zm. 1973)
- 1915:
  - Michał Cwynar, polski kapitan pilot, as myśliwski (zm. 2008)
  - Stanisław Janeczek, polski farmaceuta, polityk, poseł na Sejm PRL (zm. 1985)
  - Nikołaj Owczinnikow, rosyjski filozof, wykładowca akademicki (zm. 2010)
- 1916 – Jorge Alcalde, peruwiański piłkarz (zm. 1990)
- 1917:
  - Hans-Joachim Jabs, niemiecki pilot wojskowy, as myśliwski (zm. 2003)
  - Kierim Kierimow, azerski inżynier techniki kosmicznej (zm. 2003)
- 1918:
  - John Bromwich, australijski tenisista (zm. 1999)
  - Pawlik Morozow, rosyjski pionier (zm. 1932)
- 1919:
  - Björn Borg, szwedzki pływak (zm. 2009)
  - Rudolf Kreitlein, niemiecki sędzia piłkarski (zm. 2012)
  - Andrzej Szubar, polski żołnierz, milicjant, polityk, poseł na Sejm PRL (zm. 1988)
- 1920:
  - Lidia Lwow-Eberle, polska archeolog, żołnierz AK, sanitariuszka, działaczka kombatancka pochodzenia rosyjskiego (zm. 2021)
  - Tadeusz Schmidt, polski aktor (zm. 1976)
- 1921:
  - Brian Keith(inne języki), amerykański aktor (zm. 1997)
  - Kazimierz Szebiotko, polski profesor habilitowany nauk rolniczych (zm. 2014)
  - Tadeusz Traczyk, polski matematyk, wykładowca akademicki (zm. 2013)
- 1922:
  - Paul Bassim, libański duchowny katolicki, karmelita bosy, wikariusz apostolski Bejrutu (zm. 2012)
  - Butrus Butrus Ghali, egipski polityk, sekretarz generalny ONZ (zm. 2016)
  - Veronica Lake, amerykańska aktorka (zm. 1973)
  - Roberto Lovera, urugwajski koszykarz (zm. 2016)
  - Gieorgij Smirnow, radziecki polityk, filozof (zm. 1999)
  - Paul Glyn Williams, brytyjski polityk (zm. 2008)
- 1923 – Tadeusz Szwagrzyk, polski duchowny katolicki, biskup pomocniczy częstochowski (zm. 1992)
- 1924:
  - Amir Chammasz, jordański generał, polityk (zm. 2010)
  - Leonid Kogan, rosyjski skrzypek, pedagog pochodzenia żydowskiego (zm. 1982)
- 1925:
  - Henryk Czarnecki, polski pisarz (zm. 1997)
  - Roj Miedwiediew, gruziński socjolog, historyk
  - Żores Miedwiediew, gruziński biolog, agronom, historyk, dysydent (zm. 2018)
- 1926 – Jerzy Matyjek, polski lekarz, działacz społeczny i katolicki, polityk, poseł na Sejm RP (zm. 2017)
- 1927:
  - Wasyl Makuch, ukraiński działacz niepodległościowy, dysydent (zm. 1968)
  - Janusz Wilhelmi, polski krytyk literacki, polityk, minister kultury i sztuki (zm. 1978)
- 1928:
  - Paweł Juros, polski lekarz, polityk, senator RP (zm. 1997)
  - Witalij Masoł, ukraiński polityk komunistyczny, premier Ukrainy (zm. 2018)
  - Henryk Misiak, polski piłkarz (zm. 2018)
- 1929:
  - Eduardo Mirás, argentyński duchowny katolicki, arcybiskup Rosario (zm. 2022)
  - Ivan Singer, rumuński matematyk (zm. 2020)
- 1930:
  - Pierre Bergé, francuski przemysłowiec (zm. 2017)
  - Jānis Pujats, łotewski duchowny katolicki, arcybiskup Rygi, kardynał
  - Josef Vinklář, czeski aktor (zm. 2007)
  - Edward Higgins White, amerykański astronauta (zm. 1967)
- 1931:
  - Roman Indrzejczyk, polski duchowny katolicki, kapelan prezydenta RP (zm. 2010)
  - Andrzej Nartowski, polski koszykarz (zm. 2003)
  - Georgina (Szczukina), rosyjska mniszka prawosławna (zm. 2022)
- 1932:
  - Tulio Manuel Chirivella Varela, wenezuelski duchowny katolicki, arcybiskup Barquisimeto (zm. 2021)
  - Zbigniew Gostomski, polski malarz, fotograf, artysta współczesny (zm. 2017)
  - Günter Sachs(inne języki), szwajcarski reżyser filmów dokumentalnych, malarz (zm. 2011)
- 1933:
  - Akira Endō, japoński biochemik, wykładowca akademicki (zm. 2024)
  - Fred Haise, amerykański pilot wojskowy, astronauta
- 1934:
  - Hugo Chamberlain, kostarykański strzelec sportowy (zm. 2023)
  - Marek Dietrich, polski inżynier mechanik (zm. 2009)
  - Hans Eder, niemiecki piłkarz (zm. 2022)
  - Manuel Octavio Gómez, kubański reżyser filmowy (zm. 1988)
  - Janina Kozak-Pajkert, polska poetka (zm. 2016)
  - Ellis Marsalis, amerykański pianista jazzowy (zm. 2020)
  - Helena Norowicz, polska aktorka
- 1935:
  - Petr Esterka, czeski duchowny katolicki, biskup pomocniczy Brna (zm. 2021)
  - Husajn I, król Jordanii (zm. 1999)
  - Armando Veneto, włoski prawnik, polityk
- 1936:
  - Philippe Breton, francuski duchowny katolicki, biskup Aire i Dax (zm. 2020)
  - Marian Czepiec, polski poeta (zm. 1983)
  - Anatolij Michajłow, rosyjski lekkoatleta, płotkarz (zm. 2022)
  - Maciej Patkowski(inne języki), polski pisarz
- 1937:
  - Vittorio Adorni, włoski kolarz szosowy (zm. 2022)
  - Luigi Calabresi, włoski policjant, Sługa Boży (zm. 1972)
- 1938:
  - Stanisław Biżek, polski rzeźbiarz
  - Andrzej Skrzypczak, polski piłkarz, bramkarz (zm. 2013)
- 1939:
  - Wendy Carlos, amerykańska kompozytorka i wykonawczyni muzyki elektronicznej
  - Reginald Foster, amerykański duchowny katolicki, karmelita bosy, językoznawca (zm. 2020)
  - Miguel Olvera, ekwadorski tenisista
  - Carl-Heinz Rühl, niemiecki piłkarz, trener (zm. 2019)
  - Rudolf Thome(inne języki), niemiecki reżyser filmowy
- 1940:
  - Janusz Bogdan Roszkowski, polski poeta, prozaik, eseista, tłumacz
  - Waltraud Nowarra, niemiecka szachistka (zm. 2007)
- 1941:
  - Caza, francuski twórca komiksów
  - Mirosław Dzielski, polski filozof, polityk, działacz opozycyjny (zm. 1989)
  - César Bosco Vivas Robelo, nikaraguański duchowny katolicki, biskup León en Nicaragua (zm. 2020)
- 1942:
  - Klaus Beer, niemiecki lekkoatleta, skoczek w dal (zm. 2023)
  - Julian Gbur, polski duchowny katolicki, werbista, biskup lwowski, greckokatolicki biskup stryjski (zm. 2011)
  - Dieter Schinzel, niemiecki menedżer, samorządowiec, polityk, eurodeputowany (zm. 2024)
- 1943:
  - Rafael Leonardo Callejas, honduraski ekonomista, inżynier rolnik, przedsiębiorca, polityk, prezydent Hondurasu (zm. 2020)
  - Walerij Chlewinski, rosyjski aktor (zm. 2021)
  - Johnny Hansen, duński piłkarz
  - Peter Norton, amerykański inżynier oprogramowania
  - Hans Jørn Fogh Olsen, duński astronom
  - Waldemar Parzyński, polski wokalista, kompozytor, aranżer, dyrygent, kierownik i producent muzyczny, członek zespołu Novi Singers
  - Olle Petrusson, szwedzki biathlonista
- 1944:
  - Karen Armstrong, brytyjska religioznawczyni, publicystka
  - Mike Katz, amerykański kulturysta
  - Michel Maffesoli, francuski socjolog
  - Marek Ostrowski, polski prawnik, dziennikarz
  - Rafael Roncagliolo, peruwiański socjolog, dyplomata, polityk, minister spraw zagranicznych (zm. 2021)
  - Michał Strąk, polski politolog, działacz ludowy, polityk, poseł na Sejm RP, minister-szef Urzędu Rady Ministrów
- 1945:
  - Jan Berger, polski polityk, samorządowiec, burmistrz Czechowic-Dziedzic
  - Jagna Dankowska, polska filozof, reżyser dźwięku (zm. 2018)
  - Jan Lesiak, polski pułkownik SB i UOP (zm. 2020)
  - John Manz, amerykański duchowny katolicki, biskup pomocniczy Chicago (zm. 2023)
  - Zbigniew Nowak, polski muzyk, członek zespołów Bractwo Kurkowe 1791 i Happy End
- 1946:
  - Roland Duchâtelet, belgijski przedsiębiorca, polityk
  - Edmund Jagiełło, polski chirurg, polityk, poseł na Sejm i senator RP (zm. 2020)
  - Sacheen Littlefeather, amerykańska aktorka, działaczka społeczna (zm. 2022)
- 1947:
  - Krzysztof Skórczewski, polski artysta grafik
  - Elżbieta Więcławska-Sauk, polska dziennikarka, polityk, poseł na Sejm i senator RP
- 1948:
  - Andrzej Bieniasz, polski aktor (zm. 2007)
  - Michael Dobbs, brytyjski pisarz, polityk
  - Karol III Windsor, król Zjednoczonego Królestwa Wielkiej Brytanii i Irlandii Północnej
  - Kristina Lugn, szwedzka poetka, dramatopisarka (zm. 2020)
- 1949:
  - Andrzej Brzeski, polski aktor, piosenkarz, autor tekstów, kompozytor (zm. 2018)
  - Szymon (Gietia), rosyjski biskup prawosławny
  - Gerardo Rocconi, włoski duchowny katolicki, biskup Jesi
- 1950:
  - Artur Blaim, polski literaturoznawca, anglista, profesor nauk humanistycznych (zm. 2025)
  - Tomasz Orlicz, polski dziennikarz, dokumentalista, scenarzysta, realizator, reżyser
- 1951:
  - Frankie Banali, amerykański perkusista, członek zespołu Quiet Riot (zm. 2020)
  - Sandahl Bergman, amerykańska aktorka, tancerka, kaskaderka
  - Stephen Bishop, amerykański piosenkarz, kompozytor, gitarzysta
  - Leszek Cichy, polski himalaista
  - Alec John Such, amerykański basista, członek zespołu Bon Jovi (zm. 2022)
  - Zhang Yimou, chiński aktor, reżyser, scenarzysta, operator i producent filmowy
- 1952:
  - Kunchan, indyjski aktor
  - Chris Noonan, australijski scenarzysta i reżyser filmowy
  - Bożena Zientarska, polska lekkoatletka, sprinterka
- 1953:
  - Nikołaj Arabow, bułgarski piłkarz
  - Marek Słyk, polski pisarz (zm. 2019)
  - Tor Ulven, norweski prozaik, poeta (zm. 1995)
  - Dominique de Villepin, francuski polityk, premier Francji
- 1954:
  - Jacek Bunsch, polski reżyser teatralny, pedagog
  - Andrzej Dziuk, polski reżyser i scenograf teatralny
  - Alistair Harrison, brytyjski polityk, dyplomata
  - Willie Hernández, portorykański baseballista (zm. 2023)
  - Bernard Hinault, francuski kolarz szosowy
  - Jerry Mateparae, nowozelandzki generał
  - Condoleezza Rice, amerykańska profesor nauk politycznych, polityk, sekretarz stanu
  - Juan Carlos Romanin, argentyński duchowny katolicki, biskup Río Gallegos
  - Eliseo Salazar, chilijski kierowca wyścigowy
  - Hans-Heinrich Winkler, niemiecki saneczkarz
  - Yanni, grecki kompozytor
  - Juryj Żadobin, białoruski generał porucznik, polityk, działacz sportowy
- 1955:
  - Fred Blaney, kanadyjski judoka
  - Nina Bracewell-Smith, brytyjska bizneswoman, działaczka piłkarska
  - Philip Egan, brytyjski duchowny katolicki, biskup Portsmouth
  - Piotr Gawryś, polski brydżysta
  - Sulejman Halilović, bośniacki piłkarz
  - Heidi Hautala, fińska polityk
  - Hiroshi Hayano, japoński piłkarz, trener
  - Matthias Herget, niemiecki piłkarz
  - Stanisław Karczewski, polski chirurg, samorządowiec, polityk, marszałek Senatu RP
  - Wiesław Kot(inne języki), polski poeta
  - Kōichi Nakano, japoński kolarz torowy
  - Ted Prappas, amerykański kierowca wyścigowy (zm. 2022)
  - Jack Sikma, amerykański koszykarz, trener
  - Galina Sowietnikowa, rosyjska wioślarka
  - Ołeksandr Tkaczenko, ukraiński bokser
  - Jarosław Wojciechowski, polski strażak, polityk, poseł na Sejm RP
- 1956:
  - Jim Bedard, kanadyjski hokeista, bramkarz, trener
  - Kenneth Bowersox, amerykański lotnik morski, astronauta
  - Hans-Jürgen Gede, niemiecki piłkarz, trener
  - Eugenia Gospodarek-Komkowska, polska mikrobiolog, wykładowczyni akademicka
  - Awi Kohen, izraelski piłkarz (zm. 2010)
- 1957:
  - Wolfgang Hoppe, niemiecki bobsleista
  - Alena Kyselicová, czeska hokeistka na trawie
  - Antônio Emidio Vilar, brazylijski duchowny katolicki, biskup São João da Boa Vista
- 1958:
  - Rachil Ejdelson, białoruska szachistka
  - Sergio Goyri, meksykański aktor
  - Michał Juszczakiewicz, polski aktor, reżyser, scenarzysta i producent filmów dokumentalnych
  - Ingrīda Latimira, łotewska ekonomistka, polityk, minister gospodarki, przewodnicząca Sejmu (zm. 2024)
  - James Martinez, amerykański zapaśnik
  - Cindy Noble, amerykańska koszykarka, trenerka
  - Francesco Pannofino, włoski aktor
- 1959:
  - Paul McGann, brytyjski aktor
  - Grażyna Seweryn, polska koszykarka
  - Dave Steen, kanadyjski lekkoatleta, wieloboista
  - Chris Woods, angielski piłkarz, bramkarz
- 1960:
  - Bernard Brandt, szwajcarski narciarz dowolny
  - Bernardo Comas, kubański bokser
  - Juan Gabriel Diaz Ruiz, kubański duchowny katolicki, biskup Ciego de Avila
  - Marianne Dickerson, amerykańska lekkoatletka, biegaczka długodystansowa i maratonka (zm. 2015)
  - Martín Fassi, argentyński duchowny katolicki, biskup pomocniczy San Isidro
  - Constance Le Grip, francuska polityk
  - László Prukner, węgierski piłkarz, trener
  - Ola By Rise, norweski piłkarz, bramkarz
  - Judy Simpson, brytyjska lekkoatletka, wieloboistka pochodzenia jamajskiego
- 1961:
  - Krzysztof Bujar, polski hokeista (zm. 2023)
  - Jurga Ivanauskaitė, litewska pisarka, poetka, malarka (zm. 2007)
  - Karsten Polky, niemiecki zapaśnik
- 1962:
  - Mladen Bojanić, czarnogórski ekonomista, polityk
  - Tommy Coyne, irlandzki piłkarz, trener
  - Stefano Gabbana, włoski projektant mody
  - Satomi Kōrogi, japońska aktorka głosowa, piosenkarka
  - Alberto Ortega Martín, hiszpański duchowny katolicki, arcybiskup, nuncjusz apostolski
  - Laura San Giacomo, amerykańska aktorka
  - Josh Silver, amerykański muzyk, producent muzyczny, członek zespołu Type O Negative
  - Harland Williams, kanadyjski aktor
- 1963:
  - Gail Anderson-Dargatz, kanadyjska pisarka
  - Sorin Babii, rumuński strzelec sportowy
  - Keith Curle, angielski piłkarz, trener
  - Adam Drzeżdżon, polski samorządowiec, burmistrz Władysławowa
  - Peter Fröjdfeldt, szwedzki sędzia piłkarski
  - Akinobu Hiranaka, japoński bokser
  - Michał Krasenkow, polski szachista, trener pochodzenia rosyjskiego
  - Alma Qeramixhi, albańska lekkoatletka, wieloboistka
- 1964:
  - Raúl Araiza, meksykański aktor
  - Silken Laumann, kanadyjska wioślarka
  - Joseph Simmons, amerykański raper
  - Patrick Warburton, amerykański aktor
- 1965:
  - Edwin Bendyk, polski dziennikarz
  - Stefan Gehrold, niemiecki polityk
  - Cornelis Visser, holenderski rolnik, polityk
  - Li Yong-ae, północnokoreańska lekkoatletka, skoczkini w dal
- 1966:
  - Beatriz Becerra, hiszpańska polityk
  - Grzegorz Kapusta, polski samorządowiec, wicemarszałek województwa lubelskiego
  - Roni Lewi, izraelski piłkarz, trener
  - Robert MacLaren, brytyjski okulista, mikrochirurg
  - Petra Rossner, niemiecka kolarka torowa i szosowa
- 1967:
  - Tomasz Banaś, polski kompozytor, gitarzysta, członek zespołów De Mono i Indigo
  - Imre Pulai, węgierski kajakarz, kanadyjkarz
  - Timofiej Skriabin, rosyjski bokser
  - Makoto Teguramori, japoński piłkarz, trener
  - Cezary Zamana, polski kolarz szosowy
  - Zé Carlos, brazylijski piłkarz (zm. 2024)
- 1968:
  - Swietłana Pieczorska, rosyjska biathlonistka
  - Claudia Porwik, niemiecka tenisistka
  - Lionel Simmons, amerykański koszykarz
- 1969:
  - Daniel Abraham, amerykański pisarz science fiction i fantasy
  - Nikita (Ananjew), rosyjski biskup prawosławny
  - Greg Andrusak, kanadyjski hokeista
  - Mark Henderson, amerykański pływak
- 1970:
  - Erik Bo Andersen, duński piłkarz
  - Brendan Benson, amerykański wokalista, muzyk, członek zespołu The Raconteurs
  - Bouchra Jarrar, francuska projektantka mody pochodzenia marokańskiego
  - Vlad Goian, mołdawski piłkarz, trener
  - Omar Sangare, polski aktor, reżyser, pisarz, pedagog pochodzenia malijskiego
  - Bert Schenk, niemiecki bokser
  - Silvia Adriana Țicău, rumuńska informatyk, polityk
  - David Wesley, amerykański koszykarz, trener, komentator telewizyjny
- 1971:
  - Adam Gilchrist, australijski krykiecista
  - Artur Pałyga, polski dramaturg, poeta, prozaik, scenarzysta, dziennikarz, pedagog
- 1972:
  - Matt Bloom, amerykański wrestler
  - Josh Duhamel, amerykański aktor
  - Lara Giddings, australijska prawnik, polityk, premier Tasmanii
  - Edyta Górniak, polska piosenkarka, kompozytorka, autorka tekstów, producentka muzyczna
  - Tomáš Krupa, czeski tenisista, trener
  - Agnieszka Lingas-Łoniewska, polska pisarka
  - Michal Mravec, słowacki hokeista
  - Dougie Payne, szkocki muzyk, kompozytor, gitarzysta basowy, członek zespołu Travis
  - Alain Vertot, gwadelupski piłkarz
  - Dariusz Żuraw, polski piłkarz, trener
- 1973:
  - Wayne Black, zimbabwejski tenisista
  - Katarzyna Dutkiewicz, polska dziennikarka, działaczka samorządowa, polityk, poseł na Sejm RP
  - Patrice Gay, francuski kierowca wyścigowy
  - Barys Karasiou, białoruski piłkarz
  - Anna Murínová, słowacka biathlonistka
  - Yüksel Şanlı, turecki zapaśnik
- 1974:
  - Benjamín Benítez, amerykański aktor pochodzenia meksykańsko-francusko-marokańskiego
  - Barry Burns, szkocki muzyk, kompozytor, członek zespołu Mogwai
  - Matt Cedeño, amerykański aktor, model pochodzenia kubańsko-irlandzkiego
  - Annamaria Giacometti, włoska florecistka
  - Aschat Kadyrkułow, kazachski piłkarz
  - Marco Leonardi, australijski aktor pochodzenia włoskiego
  - André Luiz Moreira, brazylijski piłkarz
  - Joe Principe, amerykański basista, wokalista, członek zespołu Rise Against
  - Mirna Rajle-Brođanac, chorwacka wioślarka
  - Anna Stera-Kustusz, polska biathlonistka
  - Kilifi Uele, togijski piłkarz
  - Adam Walsh, amerykański chłopiec, ofiara przestępstwa (zm. 1981)
- 1975:
  - Travis Barker, amerykański perkusista, kompozytor, członek zespołów: Blink-182, The Transplants i Plus 44
  - Nicolai Cleve Broch, norweski aktor
  - Gary Vaynerchuk, amerykański przedsiębiorca, autor
  - Frédéric Covili, francuski narciarz alpejski
  - Gerritjan Eggenkamp, holenderski wioślarz
  - Martin Hairer, austriacki matematyk
  - Luizão, brazylijski piłkarz
  - Gabriela Szabó, rumuńska lekkoatletka, biegaczka długodystansowa pochodzenia węgierskiego
- 1976:
  - Nazmi Avluca, turecki zapaśnik
  - František Čermák, czeski tenisista
  - Emmanuel Duah, ghański piłkarz
  - Elles Leferink, holenderska siatkarka
  - Felicity Mason, australijska aktorka, malarka
  - Kamal Quliyev, azerski piłkarz
  - Krzysztof Sitarski, polski inżynier górnik, polityk, poseł na Sejm RP
  - Peggy Wagenführ, niemiecka biathlonistka
- 1977:
  - Brian Dietzen, amerykański aktor
  - Giovanni Franken, holenderski piłkarz, trener
  - Sara Jay, amerykańska aktorka pornograficzna
  - Simon Quarterman, brytyjski aktor
  - Obie Trice, amerykański raper
- 1978:
  - Michala Banas, nowozelandzka aktorka, piosenkarka pochodzenia australijskiego
  - Esben Lunde Larsen, duński polityk
  - Zoltán Vörös, węgierski kulturysta
- 1979:
  - Tobin Esperance, amerykański basista, członek zespołu Papa Roach
  - Piotr Jakimów, polski gitarzysta, perkusista, członek zespołów: Psio Crew, Omkara i Akurat
  - Arman Karamian, ormiański piłkarz
  - Artawazd Karamian, ormiański piłkarz
  - Emil Kramer, szwedzki żużlowiec (zm. 2009)
  - Olga Kurylenko, ukraińsko-francuska modelka, aktorka
  - Enad Licina, serbski bokser
  - Osleidys Menéndez, kubańska lekkoatletka, oszczepniczka
  - Diana Osorio, meksykańska aktorka
  - Miguel Sabah, meksykański piłkarz pochodzenia palestyńskiego
  - Shyheim, amerykański raper
  - Hanna Szauczenka, białoruska siatkarka
  - Patrick Todd, amerykański wioślarz
- 1980:
  - Randall Bal, amerykański pływak
  - Matthew Brann, kanadyjski perkusista
  - Carlos Cabezas, hiszpański koszykarz
  - Krzysztof Cichy, polski fizyk, wykładowca akademicki
  - Nicolas Lopez, francuski szablista
  - Vanesa Martín, hiszpańska piosenkarka, kompozytorka
  - Nina Wörz, niemiecka piłkarka ręczna
- 1981:
  - Ołeh Ptaczyk, ukraiński piłkarz
  - Russell Tovey, brytyjski aktor
- 1982:
  - Ekaterina Atalık, turecka szachistka pochodzenia rosyjskiego
  - Zachary Bell, kanadyjski kolarz torowy i szosowy
  - Boosie Badazz, amerykański raper
  - Iwan Iliczew, rosyjski pisarz
  - Kim Jaggy, haitański piłkarz
  - Monika Grochola, polska judoczka
  - Laura Ramsey, amerykańska aktorka
- 1983:
  - Kevon Carter, trynidadzko-tobagijski piłkarz (zm. 2014)
  - Alejandro Falla, kolumbijski tenisista
  - Adriana Nechita-Olteanu, rumuńska piłkarka ręczna
- 1984:
  - Patryk Ignaczak, polski piosenkarz, prezenter telewizyjny, lektor
  - Jekatierina Kriwiec, rosyjska siatkarka
  - Rafael Lusvarghi, brazylijski żołnierz, policjant, aktywista polityczny
  - Jegor Miechoncew, rosyjski bokser
  - Vincenzo Nibali, włoski kolarz szosowy
  - Maciej Radel, polski aktor
  - Marija Šerifović, serbska piosenkarka
  - Sun Yi, chińska judoczka,
- 1985:
  - Laura Alba, estońska biegaczka narciarska
  - Ramón Núñez, honduraski piłkarz
  - Maciej Steinhof, polski kierowca wyścigowy
  - Menyahel Teshome, etiopski piłkarz
  - Thomas Vermaelen, belgijski piłkarz
  - Jurijs Žigajevs, łotewski piłkarz pochodzenia rosyjskiego
- 1986:
  - Richard Buck, brytyjski lekkoatleta, sprinter
  - Leford Green, jamajski lekkoatleta, sprinter
  - Lukáš Klimek, czeski hokeista
  - Cory Michael Smith, amerykański aktor
- 1987:
  - Kebba Ceesay, gambijski piłkarz
  - Mareike Hindriksen, niemiecka siatkarka
  - Hou Yuzhuo, chińska taekwondzistka
  - Tomáš Záborský, słowacki hokeista
- 1988:
  - Jeremy Bokila, kongijski piłkarz
  - Karamoko Cissé, gwinejski piłkarz
  - Justin Gaethje, amerykański zawodnik MMA pochodzenia niemiecko-meksykańskiego
  - Pauline Guichard, francuska szachistka
  - Héldon Ramos, kabowerdeński piłkarz
  - Simon Schempp, niemiecki biathlonista
  - Nina Dorthea Terjesen, norweska motorowodniaczka
- 1989:
  - Həsən Əliyev, azerski zapaśnik
  - Vlad Chiricheș, rumuński piłkarz
  - Jake Livermore, angielski piłkarz
- 1990:
  - Mathis Bolly, iworyjski piłkarz
  - Roman Bürki, szwajcarski piłkarz, bramkarz
  - David Howell, brytyjski szachista
  - Jessica Jacobs, australijska aktorka, piosenkarka (zm. 2008)
  - Djiman Koukou, beniński piłkarz
  - Tereza Mrdeža, chorwacka tenisistka
  - Lucia Peretti, włoska łyżwiarka szybka, specjalistka short tracku
- 1991:
  - Mohammed Abu, ghański piłkarz
  - Taylor Hall, kanadyjski hokeista
  - Flamur Kastrati, kosowski piłkarz
  - Mateusz Mak, polski piłkarz
  - Michał Mak, polski piłkarz
  - Taras Romanczuk, ukraińsko-polski piłkarz
- 1992:
  - Timo Hiltunen, fiński hokeista
  - Dmytro Janczuk, ukraiński kajakarz, kanadyjkarz
  - Morgann LeLeux, amerykańska lekkoatletka, tyczkarka
  - Magdalena Matusiak, polska siatkarka
  - Jamel Morris, amerykański koszykarz
  - Burak Tozkoparan, turecki aktor, perkusista
- 1993:
  - Luis Gil, amerykański piłkarz pochodzenia meksykańskiego
  - Francisco Lindor, portorykański baseballista
  - Janieve Russell, jamajska lekkoatletka, sprinterka
  - Faïz Selemani, komoryjski piłkarz
  - Samuel Umtiti, francuski piłkarz pochodzenia kameruńskiego
- 1994:
  - Adam Coon, amerykański zapaśnik
  - Jana Kalinina, ukraińska piłkarka
  - Robin van Kampen, holenderski szachista
  - Bubacarr Sanneh, gambijski piłkarz
- 1995:
  - Ghirmay Ghebreslassie, erytrejski lekkoatleta, długodystansowiec i maratończyk
  - Admon Gilder, amerykański koszykarz
  - Iza Mlakar, słoweńska siatkarka
  - Tonček Štern, słoweński siatkarz
- 1996:
  - Adrián Babič, słowacki kolarz górski i szosowy (zm. 2021)
  - Borna Ćorić, chorwacki tenisista
  - Alemitu Hawi, etiopska lekkoatletka, biegaczka
  - Krisztián Pádár, węgierski siatkarz
- 1997:
  - Noussair Mazraoui, marokański piłkarz
  - Christopher Nkunku, francuski piłkarz pochodzenia kongijskiego
  - Evelin Sosa, argentyńska zapaśniczka
  - Axel Tuanzebe, angielski piłkarz pochodzenia kongijskiego
- 1998:
  - Musa Barrow, gambijski piłkarz
  - Chennedy Carter, amerykańska koszykarka
  - Sofia Kenin, amerykańska tenisistka pochodzenia rosyjskiego
- 1999:
  - Yonas Malede, izraelski piłkarz
  - Jordan Zemura, zimbabwejski piłkarz
- 2000:
  - Andreea Ana, rumuńska zapaśniczka
  - Jacob Kiplimo, ugandyjski lekkoatleta, długodystansowiec
- 2001:
  - James Gomez, gambijski piłkarz
  - Wiktoria Miąso, polska lekkoatletka, skoczkini wzwyż
  - Aleksander Pawlak, polski piłkarz
- 2002:
  - Manuel Baldé, piłkarz z Gwinei Bissau
  - Gianluca Petecof, brazylijski kierowca wyścigowy
- 2003:
  - Nathaniel Berhow, amerykański masowy morderca (zm. 2019)
  - Zuzanna Famulok, polska pływaczka
- 2004 – Karim Cissé, gwinejski piłkarz

## Zmarli
- 565 – Justnian Wielki, cesarz bizantyński (ur. 483)
- 669 – Kamatari Fujiwara, japoński arystokrata, polityk (ur. 614)
- 976 – Taizu, cesarz Chin (ur. 927)
- 1060 – Godfryd II Martel, hrabia Andegawenii (ur. 1006)
- 1180 – Wawrzyniec z Dublina, irlandzki duchowny katolicki, arcybiskup Dublina, święty (ur. 1128)
- 1240 – Serapion, irlandzki mercedariusz, męczennik, święty (ur. 1179)
- 1263 – Aleksander Newski, książę Nowogrodu, wielki książę kijowski i włodzimierski (ur. 1220)
- 1366 – Małgorzata Habsburg, księżniczka austriacka, księżna tyrolska, margrabina morawska (ur. 1346)
- 1391 – Mikołaj Tavelić, chorwacki franciszkanin, misjonarz, męczennik, święty (ur. 1340)
- 1398 – Andrzej Jastrzębiec, polski duchowny katolicki, franciszkanin, biskup serecki i pierwszy biskup wileński, dyplomata (ur. ?)
- 1462 – Anna Habsburżanka, landgrafini Turyngii (ur. 1432)
- 1511 – Jan Liccio, włoski dominikanin, błogosławiony (ur. 1426–30)
- 1522 – Anna de Beaujeu, współregentka Francji (ur. 1461)
- 1540 – Rosso Fiorentino, włoski malarz, rysownik, dekorator (ur. 1495)
- 1556 – Giovanni della Casa, włoski duchowny katolicki, arcybiskup Benewentu, inkwizytor, dyplomata, prozaik, poeta (ur. 1503)
- 1568 – Francesco Abbondio Castiglioni, włoski duchowny katolicki, biskup Bobbio, kardynał (ur. 1523)
- 1608 – Bartolomé Carducho, hiszpański malarz pochodzenia włoskiego (ur. 1560)
- 1624 – Marcin Broniewski, polski szlachcic, polityk (ur. ok. 1564)
- 1628 – Nicolas Trigault, francuski jezuita, misjonarz (ur. 1577)
- 1634 – Zofia Holstein-Gottorp, księżna Meklemburgii-Schwerin (ur. 1569)
- 1635 – Thomas Parr, angielski superstulatek (ur. 1483?)
- 1672 – (lub 19 listopada) Franciscus Sylvius, holenderski lekarz, anatom (ur. 1614)
- 1680 – Michał Kazimierz Radziwiłł, książę, podkanclerzy litewski, hetman polny litewski, wojewoda wileński (ur. 1635)
- 1687 – Nell Gwyn, angielska aktorka (ur. 1650)
- 1692 – Christoph Bernhard, niemiecki kompozytor, teoretyk muzyki (ur. 1628)
- 1694 – Chrystian III Maurycy, książę Saksonii na Merseburgu (ur. 1680)
- 1716 – Gottfried Wilhelm Leibniz, niemiecki filozof, matematyk, prawnik, fizyk, dyplomata (ur. 1646)
- 1734 – Louise de Kéroualle, francuska arystokratka (ur. 1649)
- 1749 – Jakub Kazimierz Rubinkowski, polski kupiec, dworzanin, rajca toruński, poczmistrz królewski, mecenas sztuki, bibliofil, publicysta, tłumacz, pisarz (ur. 1668)
- 1759 – Grégoire Orlyk, francuski generał, polityk pochodzenia ukraińskiego (ur. 1702)
- 1788 – Giovanni Domenico Maraldi, włoski astronom (ur. 1709)
- 1801 – Grzegorz Piramowicz, polski duchowny katolicki, kaznodzieja, pedagog, prozaik, poeta, filozof pochodzenia ormiańskiego (ur. 1735)
- 1809 – Jan Dominik Jaśkiewicz, polski chemik, mineralog, lekarz, wykładowca akademicki (ur. 1749)
- 1819 – William Samuel Johnson, amerykański polityk (ur. 1727)
- 1825 – Jean Paul, niemiecki pisarz (ur. 1763)
- 1829 – Louis-Nicolas Vauquelin, francuski chemik, wykładowca akademicki (ur. 1763)
- 1831:
  - Georg Wilhelm Friedrich Hegel, niemiecki filozof (ur. 1770)
  - Ignaz Pleyel, austriacki kompozytor (ur. 1757)
- 1832:
  - Charles Carroll, amerykański polityk (ur. 1737)
  - Rasmus Rask, duński językoznawca, nordysta, wykładowca akademicki (ur. 1787)
- 1841 – John Kerr, brytyjski arystokrata, polityk (ur. 1794)
- 1844 – Flora Tristan, francuska działaczka socjalistyczna, feministka (ur. 1803)
- 1846 – Edmund Wasilewski, polski poeta, pedagog (ur. 1814)
- 1847 – Josef Jungmann, czeski poeta, językoznawca, leksykograf, tłumacz, wykładowca akademicki (ur. 1773)
- 1852 – Karol Antoniewicz, polski duchowny katolicki, jezuita, misjonarz, pisarz (ur. 1807)
- 1854 – Otto Kohlrausch, niemiecki chirurg (ur. 1811)
- 1857 – Cornelis Kruseman, holenderski malarz, grafik (ur. 1797)
- 1859 – Thomas de Grey, brytyjski arystokrata, polityk (ur. 1781)
- 1861 – Stefan Cuenot, francuski misjonarz, biskup, męczennik, święty (ur. 1802)
- 1863 – Stefan Cielecki, polski oficer, dowódca oddziału w powstaniu styczniowym (ur. ok. 1839)
- 1865 – Witold Czartoryski, polski arystokrata, wojskowy, polityk emigracyjny (ur. 1822)
- 1866 – Michał I Uzurpator, król Portugalii (ur. 1802)
- 1870 – Julius Thaeter, niemiecki grafik (ur. 1804)
- 1872 – Maria Merkert, niemiecka zakonnica, założycielka zakonu elżbietanek, błogosławiona (ur. 1817)
- 1875:
  - Johann Janda, niemiecki rzeźbiarz (ur. 1827)
  - Benoît Rouquayrol, francuski inżynier, wynalazca (ur. 1826)
- 1888 – Jan van Beers, flamandzki poeta (ur. 1821)
- 1889 – Maria Teresa Scrilli, włoska zakonnica, błogosławiona (ur. 1825)
- 1897 – Giuseppina Strepponi, włoska śpiewaczka operowa (sopran) (ur. 1815)
- 1900 – Stanisław Schnür-Pepłowski, polski historyk literatury i teatru, krytyk teatralny, dziennikarz, publicysta, prawnik (ur. 1859)
- 1901 – Adolf Kozieradzki, polski śpiewak operowy (bas), reżyser (ur. 1835)
- 1903 – Aleksander Krywult, polski kolekcjoner, mecenas sztuki (ur. 1845)
- 1904 – Mario Mocenni, włoski kardynał, wysoki urzędnik Kurii Rzymskiej (ur. 1823)
- 1905 – Robert Whitehead, brytyjski wynalazca (ur. 1823)
- 1908 – Guangxu, cesarz Chin (ur. 1871)
- 1909 – Wasił Adżałarski, bułgarski rewolucjonista (ur. 1880)
- 1910 – John La Farge, amerykański malarz, witrażysta, dekorator, pisarz (ur. 1835)
- 1911 – Mirosław Kernbaum, polski fizyk pochodzenia żydowskiego (ur. 1882)
- 1912:
  - Alfonso Capecelatro di Castelpagano, włoski duchowny katolicki, arcybiskup Kapui, kardynał (ur. 1824)
  - Jan Sznabl, polski lekarz, nauczyciel, przyrodnik (ur. 1838)
- 1913 – Władysław Karoli, polski dziennikarz, poeta, fotograf (ur. 1869)
- 1914:
  - Frederick Roberts, brytyjski feldmarszałek (ur. 1832)
  - Stellan Rye, duński reżyser i scenarzysta filmowy (ur. 1880)
- 1915:
  - Teodor Leszetycki, polski pianista, kompozytor, pedagog (ur. 1830)
  - Karl Rauchfuss, rosyjski pediatra, laryngolog pochodzenia niemieckiego (ur. 1835)
  - Booker Washington, amerykański nauczyciel, działacz oświatowy, polityk, pisarz (ur. 1856)
- 1916 – Jan Karasiński, polski architekt (ur. 1838)
- 1918:
  - George Francis Atkinson, amerykański botanik, mykolog, wykładowca akademicki (ur. 1854)
  - Arie Vosbergen, holenderski lekkoatleta, średnio- i długodystansowiec (ur. 1882)
- 1921:
  - Izabela (I) Brazylijska, księżniczka, regentka i ostatnia następczyni tronu Brazylii (ur. 1846)
  - Stanisław Kurkiewicz, polski internista, seksuolog (ur. 1867)
- 1922:
  - Rudolf Kjellén, szwedzki politolog, polityk (ur. 1864)
  - Erazm Majewski, polski archeolog, biolog, socjolog, filozof, ekonomista, etnograf, wykładowca akademicki, pisarz (ur. 1858)
  - Karl Michael Ziehrer, austriacki kompozytor, dyrygent (ur. 1843)
- 1923 – Ernest August, książę Cumberland i Teviotdale, hrabia Armagh, następca tronu Hanoweru (ur. 1845)
- 1929 – Karl Scheurer, szwajcarski polityk (ur. 1872)
- 1930:
  - Edmund Meisel, niemiecki kompozytor, dyrygent (ur. 1894)
  - Georg Westling, fiński żeglarz sportowy (ur. 1879)
- 1931 – Ludwik Coccapani, włoski nauczyciel, Sługa Boży (ur. 1849)
- 1933 – Aleksander Romanowicz, polski i rosyjski generał pochodzenia tatarskiego (ur. 1871)
- 1934 – Georg Hannig, niemiecki ogrodnik (ur. 1872)
- 1935 – Filip Shiroka, albański poeta, działacz narodowy (ur. 1859)
- 1936 – Józef Jarmużyński, polski drzeworytnik, urzędnik kolejowy (ur. 1858)
- 1937 – Samson Mamulija, gruziński działacz komunistyczny (ur. 1892)
- 1938:
  - Hans Christian Gram, duński bakteriolog, patolog (ur. 1853)
  - William Lygon, brytyjski arystokrata, polityk (ur. 1872)
- 1939:
  - Czesław Chmielewski, polski prawnik, działacz niepodległościowy i społeczny, polityk, poseł na Sejm RP (ur. 1887)
  - Edward Łakomy, polski major (ur. 1894)
- 1940:
  - Karol Butkiewicz, polski generał brygady (ur. 1868)
  - Albert Kahn, francuski bankier, filantrop pochodzenia żydowskiego (ur. 1860)
- 1941:
  - Charles Binet-Sanglé, francuski lekarz wojskowy, psycholog (ur. 1868)
  - Wilhelm Gaczek, polski augustianin, działacz społeczny (ur. 1881)
  - Efrem (Jefriemow), rosyjski biskup prawosławny (ur. 1889)
  - Ignacy Wróbel, polski urzędnik kolejowy, polityk ludowy (ur. 1862)
- 1942 – Dawid Helman, polski lekarz laryngolog pochodzenia żydowskiego (ur. 1875)
- 1944:
  - Cyrus Edwin Dallin, amerykański rzeźbiarz (ur. 1861)
  - Trafford Leigh-Mallory, brytyjski marszałek lotnictwa (ur. 1892)
  - Kamil de Pourbaix, polski ziemianin, działacz społeczny pochodzenia belgijskiego (ur. 1873)
  - Otto Schimek, austriacki żołnierz (ur. 1925)
- 1945:
  - Katsuo Kameoka, japoński bokser (ur. 1905)
  - Julius Kohte, niemiecki konserwator zabytków (ur. 1861)
  - Ernst Siehr, niemiecki adwokat, notariusz, polityk (ur. 1869)
- 1946:
  - Manuel de Falla, hiszpański kompozytor (ur. 1876)
  - Willi Herold, niemiecki żołnierz, zbrodniarz wojenny (ur. 1925)
- 1947:
  - Josef Deiner, niemiecki funkcjonariusz i zbrodniarz nazistowski (ur. 1885)
  - Franz Frohnapfel, niemiecki funkcjonariusz i zbrodniarz nazistowski (ur. 1913)
  - Alois Hipp, niemiecki funkcjonariusz i zbrodniarz nazistowski (ur. 1910)
  - Nikolaus Kahles, niemiecki funkcjonariusz i zbrodniarz nazistowski (ur. 1914)
  - Marie Belloc Lowndes, brytyjska pisarka (ur. 1868)
  - Kurt Otto, niemiecki funkcjonariusz i zbrodniarz nazistowski (ur. 1907)
  - August Ruhnke, niemiecki funkcjonariusz i zbrodniarz nazistowski (ur. 1890)
  - Hermann Simon, niemiecki psychiatra (ur. 1867)
- 1948:
  - Roman Poplewski, polski lekarz, anatom, wykładowca akademicki (ur. 1894)
  - Maksim Starostin, radziecki generał major, polityk (ur. 1902)
  - Antoni Woliński, polski ziemianin, kupiec, przemysłowiec (ur. 1871)
- 1949:
  - Jimmy Dunne, irlandzki piłkarz, trener (ur. 1905)
  - Iwan Korotkow, radziecki polityk (ur. 1885)
  - Walter Runciman, brytyjski arystokrata, polityk (ur. 1870)
- 1951 – Ludovico Chigi Albani della Rovere, włoski arystokrata, wielki mistrz zakonu joannitów (ur. 1866)
- 1953 – Sigurd Owren, norweski armator, makler, urzędnik konsularny (ur. 1884)
- 1954 – Tadeusz Brincken, polski major piechoty (ur. 1893)
- 1955:
  - Fride Larsson, szwedzki żołnierz, biathlonista (ur. 1921)
  - Robert E. Sherwood, amerykański dramaturg, scenarzysta filmowy (ur. 1896)
- 1956:
  - Elżbieta Hohenzollern-Sigmaringen, księżniczka rumuńska, królowa grecka (ur. 1894)
  - Józef II, patriarcha Kościoła koptyjskiego (ur. ?)
  - Wacław Leśniański, polski chemik, wykładowca akademicki (ur. 1886)
  - Ture Person, szwedzki lekkoatleta, sprinter (ur. 1892)
- 1957 – Piotr Miętkiewicz, polski pedagog, polityk, prezydent Bytomia (ur. 1891)
- 1960 – Walter Catlett, amerykański aktor (ur. 1889)
- 1961 – Józef Mondschein, polski prozaik, poeta, tłumacz, publicysta (ur. 1883)
- 1962:
  - Jozef Branecký, słowacki duchowny katolicki, teolog, prozaik, dramaturg (ur. 1882)
  - Janusz Konopnicki, podpułkownik artylerii Wojska Polskiego, kawaler Orderu Virtuti Militari (ur. 1895)
- 1963:
  - Irena Garztecka-Jarzębska, polska kompozytorka, pianistka, pedagog (ur. 1913)
  - Nils Hellsten, szwedzki gimnastyk (ur. 1885)
- 1964:
  - Heinrich von Brentano, niemiecki prawnik, polityk (ur. 1904)
  - August Desch, amerykański lekkoatleta, płotkarz (ur. 1898)
- 1965 – Otto Ernst Schweizer, niemiecki architekt, urbanista (ur. 1890)
- 1966:
  - Nikołaj Iwanow, radziecki polityk (ur. 1901)
  - Gustavo Marzi, włoski szablista, florecista (ur. 1908)
- 1967:
  - Wera Obermüller, polska szachistka (ur. 1907)
  - Franciszek Venulet, polski lekarz patolog, fizjopatolog, wykładowca akademicki (ur. 1878)
- 1968:
  - Ramón Menéndez Pidal, hiszpański filolog, hispanista, romanista, historyk, wykładowca akademicki (ur. 1869)
  - Dmytro Pisniaczewski, radziecki polityk (ur. 1903)
  - Sven Thomsen, duński żeglarz sportowy (ur. 1884)
- 1969:
  - Paweł Thomas, polski podpułkownik piechoty (ur. 1891)
  - Jan Zaus polski konstruktor, inżynier budownictwa, wykładowca akademicki (ur. 1889)
- 1970 – Józef Ryszka, polski ziemianin, działacz rolniczy i społeczny, major, polityk, senator i poseł na Sejm RP (ur. 1893)
- 1971:
  - Luciano Bianciardi, włoski pisarz, dziennikarz, tłumacz (ur. 1922)
  - Anton Kosmaçi, albański prawnik, polityk (ur. 1898)
  - Gottlieb Söhngen, niemiecki duchowny katolicki, teolog, filozof, wykładowca akademicki (ur. 1892)
- 1972:
  - Nonda Bulka, albański prozaik, poeta, publicysta, satyryk (ur. 1906)
  - Tadeusz Kosudarski, polski aktor, uczestnik powstania warszawskiego (ur. 1922)
  - Aleksiej Leonow, radziecki marszałek wojsk łączności (ur. 1902)
  - Jan Szczurek-Cergowski, polski pułkownik artylerii, oficer AK, uczestnik powstania warszawskiego (ur. 1897)
- 1973:
  - Oskar Bielawski, polski kapitan lekarz, psychiatra (ur. 1891)
  - Ion Covaci, rumuński bokser, policjant (ur. 1945)
- 1974:
  - Johnny Mack Brown, amerykański futbolista, aktor (ur. 1904)
  - Stefan Kamiński, polski księgarz, antykwariusz, wydawca, bibliofil (ur. 1907)
  - Zdenka Marković, chorwacka pisarka, badaczka literatury polskiej (ur. 1884)
- 1975:
  - Max Ackermann, niemiecki malarz (ur. 1887)
  - Artemi Ajwazjan, ormiański kompozytor, dyrygent (ur. 1902)
  - Jan Rostworowski, polski prozaik, poeta, tłumacz (ur. 1919)
- 1977:
  - Aleksander Aleksy, polski aktor, reżyser, tłumacz, pianista, kompozytor (ur. 1905)
  - Ferdinand Heim, niemiecki generał porucznik (ur. 1895)
  - Bhaktiwedanta Swami Prabhupada, hinduski filozof, duchowny wisznuistyczny (ur. 1896)
  - Zofia Steinberg, polska franciszkanka, lekarka, działaczka społeczna, pisarka, tłumaczka (ur. 1898)
- 1978:
  - Henryk Domagalski, polski działacz komunistyczny (ur. 1907)
  - Henryk Pomazański, polski pułkownik dyplomowany piechoty (ur. 1889)
- 1979:
  - Eugeniusz Ladenberger, polski kapitan, oficer ZWZ/AK (ur. 1908)
  - Aleksandr Sokolski, radziecki generał pułkownik artylerii (ur. 1903)
- 1980 – Mychajło Peczeny, ukraiński piłkarz, trener i sędzia piłkarski (ur. 1906)
- 1981 – Anton Podbevšek, słoweński poeta, eseista (ur. 1898)
- 1982 – Piotr Jakir, radziecki historyk, dysydent pochodzenia żydowskiego (ur. 1923)
- 1983:
  - Jan Józef Kędzierski, polski działacz ruchu robotniczego (ur. 1920)
  - Zbigniew Aleksander Rozmanit, polski przemysłowiec, działacz gospodarczy (ur. 1889)
- 1984 – Adhemar Canavesi, urugwajski piłkarz (ur. 1903)
- 1985 – Wellington Koo, chiński polityk, dyplomata (ur. 1887)
- 1986:
  - Ferdinand Daučík, słowacki piłkarz, trener (ur. 1910)
  - Feliks Paszkowski, polski malarz (ur. 1904)
  - Mikałaj Ułaszczyk, białoruski historyk, wykładowca akademicki, tłumacz, pisarz (ur. 1906)
- 1987:
  - Edward Habich, polski inżynier, mechanik, wynalazca (ur. 1905)
  - Pieter Menten, holenderski przedsiębiorca, kolekcjoner dzieł sztuki, zbrodniarz wojenny (ur. 1899)
- 1988:
  - Giacomo Gaioni, włoski kolarz szosowy i torowy (ur. 1905)
  - Takeo Miki, japoński polityk, premier Japonii (ur. 1907)
- 1989 – Bill Davison, amerykański muzyk jazzowy (ur. 1906)
- 1990:
  - Adolf Rudnicki, polski pisarz, eseista pochodzenia żydowskiego (ur. 1909)
  - Leonid Trauberg, rosyjski reżyser filmowy (ur. 1902)
- 1991 – Tony Richardson, brytyjski reżyser filmowy (ur. 1928)
- 1992:
  - George Adams, amerykański muzyk, wokalista i kompozytor jazzowy (ur. 1940)
  - Ernst Happel, austriacki piłkarz, trener (ur. 1925)
  - Joop van Nellen, holenderski piłkarz (ur. 1910)
- 1993:
  - Bolesław Kamykowski, polski scenograf i kostiumograf filmowy, malarz, pedagog (ur. 1927)
  - Zbigniew Ruciński, polski kardiolog, poeta (ur. 1935)
- 1994:
  - Mariusz Strzelecki, polski żużlowiec (ur. 1967)
  - Tom Villard, amerykański aktor (ur. 1953)
- 1997 – Knud Andersen, duński kolarz torowy i szosowy (ur. 1922)
- 1998 – Rachela Holzer, polska aktorka pochodzenia żydowskiego (ur. 1899)
- 1999:
  - Zynowij Knysz, ukraiński polityk nacjonalistyczny, prawnik, historyk, pisarz, dziennikarz, działacz społeczny (ur. 1906)
  - Harry G. Summers Jr., amerykański pisarz (ur. 1932)
- 2000:
  - Wiesław Barej, polski fizjolog zwierząt (ur. 1934)
  - Wiesław Gawłowski, polski siatkarz, trener (ur. 1950)
- 2001:
  - Charlotte Coleman, brytyjska aktorka (ur. 1968)
  - Juan Carlos Lorenzo, argentyński piłkarz, trener (ur. 1922)
  - Mieczysław Waśkowski, polski aktor, reżyser filmowy (ur. 1929)
- 2002:
  - Eddie Bracken, amerykański aktor (ur. 1915)
  - Stanisław Łojasiewicz, polski matematyk, wykładowca akademicki (ur. 1926)
- 2003 – Genowefa Korska, polska aktorka (ur. 1912)
- 2004:
  - Michel Colombier, francuski kompozytor muzyki filmowej (ur. 1939)
  - Angel Federico Robledo, argentyński prawnik, polityk, dyplomata (ur. 1917)
- 2006:
  - Mansur al-Atrasz, syryjski polityk (ur. 1925)
  - John van Nes Ziegler, niemiecki polityk (ur. 1921)
  - Kazimierz Rymut, polski językoznawca, onomasta, wykładowca akademicki (ur. 1935)
- 2007:
  - Maria Cytowska, polska filolog klasyczny, tłumaczka (ur. 1922)
  - Jan Kaczmarek, polski satyryk, piosenkarz, felietonista, członek kabaretu Elita (ur. 1945)
  - Władysław Szuszkiewicz, polski kajakarz (ur. 1938)
- 2008 – Norbert Schmelzer, holenderski polityk (ur. 1921)
- 2009 – Nikołaj Anikin, rosyjski biegacz narciarski (ur. 1932)
- 2011:
  - Jackie Leven, szkocki muzyk, kompozytor, poeta (ur. 1950)
  - MC Wspyszkin, rosyjski didżej (ur. 1936)
- 2012 – Alex Alves, brazylijski piłkarz (ur. 1974)
- 2013 – Artur Fryz, polski poeta, dziennikarz, autor piosenek, animator kultury (ur. 1963)
- 2014:
  - Henri Brincard, francuski duchowny katolicki, biskup Le Puy-en-Velay (ur. 1939)
  - Glen A. Larson, amerykański scenarzysta i producent filmowy (ur. 1937)
  - Lino Spiteri, maltański polityk, pisarz (ur. 1938)
- 2015 – Saeed Jaffrey, indyjski aktor (ur. 1929)
- 2016:
  - Jan Michalski, polski chemik, wykładowca akademicki (ur. 1920)
  - Gardnar Mulloy, amerykański tenisista (ur. 1913)
  - Wiesław Radomski, polski siatkarz, trener i działacz siatkarski (ur. 1949)
- 2017:
  - Hamad Ndikumana, rwandyjski piłkarz (ur. 1978)
  - Czesława Noworyta, polska tenisistka stołowa (ur. 1940)
  - Jean-Pierre Schmitz, luksemburski kolarz szosowy (ur. 1932)
- 2018:
  - Morten Grunwald, duński aktor (ur. 1934)
  - Fernando del Paso, meksykański pisarz (ur. 1935)
  - Gottfried Weilenmann, szwajcarski kolarz szosowy (ur. 1920)
- 2019:
  - Maria Baxa, serbska aktorka (ur. 1946)
  - Krystyna Boglar, polska pisarka (ur. 1931)
- 2020:
  - Armen Dżigarchanian, ormiański aktor (ur. 1935)
  - Boris Guriewicz, ukraiński zapaśnik (ur. 1937)
  - Maria Kalinowska, polska bibliotekarka, miłośniczka kina (ur. 1945)
  - Hasan Muratović, bośniacki przedsiębiorca, polityk, premier Bośni i Hercegowiny (ur. 1940)
  - Łukasz Tur, polski waltornista, członek zespołu Paraliż Band (ur. 1981)
- 2021:
  - László Bitó, węgierski fizjolog, pisarz (ur. 1934)
  - Jerzy Tomziński, polski paulin, kaznodzieja, przeor klasztoru na Jasnej Górze (ur. 1918)
  - Marek Vokáč, czeski szachista i trener szachowy (ur. 1958)
- 2022:
  - Jerzy Połomski, polski piosenkarz, artysta estradowy (ur. 1933)
  - Kiyoyuki Yanada, japoński seiyū (ur. 1965)
  - Adam Zieliński, polski prawnik, prezes Naczelnego Sądu Administracyjnego, rzecznik praw obywatelskich (ur. 1931)
- 2023:
  - Marian Kępiński, polski malarz, profesor sztuk plastycznych (ur. 1942)
  - Zbigniew Meres, polski strażak, nadbrygadier, komendant główny Państwowej Straży Pożarnej, polityk, senator RP (ur. 1952)
  - Arthur Parkin, nowozelandzki hokeista na trawie (ur. 1952)
- 2024:
  - Vic Flick, brytyjski gitarzysta, muzyk sesyjny, kompozytor (ur. 1937)
  - Jerzy Noszczak, polski trener piłki ręcznej (ur. 1945)
  - Peter Sinfield, brytyjski poeta, autor tekstów piosenek, producent muzyczny (ur. 1943)
  - Andrzej Sykta, polski piłkarz (ur. 1940)
  - Saburō Yokomizo, japoński lekkoatleta, długodystansowiec (ur. 1939)